# Valentine Python

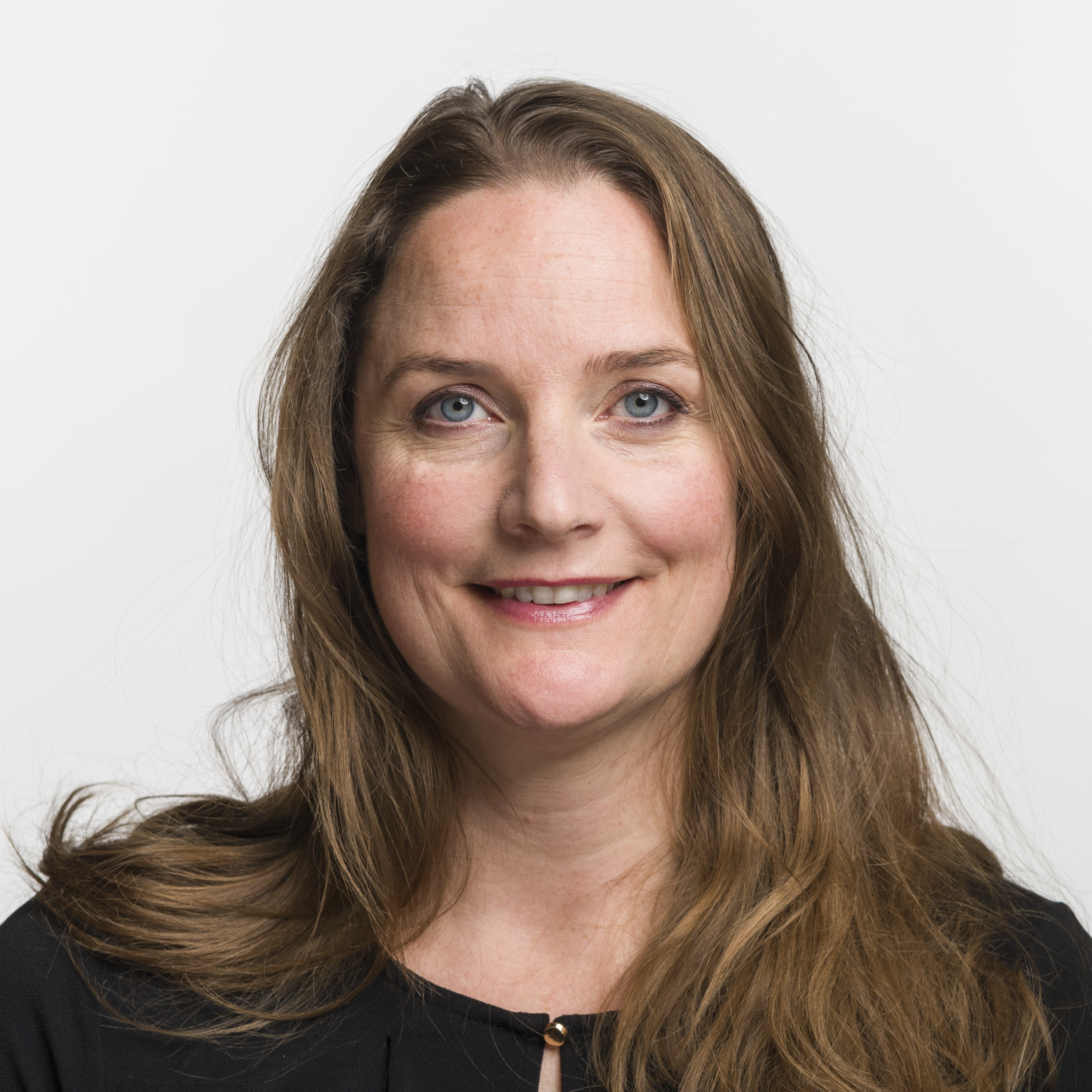
Valentine Python (2019)

Valentine Python (* 18. Juni 1975 in Neuenburg als Valentine Renaud) ist eine Schweizer Klimatologin und Politikerin. Von 2019 bis 2023 war sie Nationalrätin.

## Leben
Valentine Python studierte an der Universität Neuenburg und schloss 2006 mit dem Master in Humanwissenschaften (Geschichte und Geographie) ab. 2010 promovierte sie an der École polytechnique fédérale de Lausanne unter der Leitung von Martine Rebetez, mit Studien unter ihrem Mädchennamen Valentine Renaud. Sie ist Expertin in Klimatologie und Umweltwissenschaften. Ihre berufliche Laufbahn umfasste Positionen als wissenschaftliche Mitarbeiterin, Trainerin für nachhaltige Entwicklung, Dozentin, Beraterin und Lehrerin.

## Politischer Werdegang
Valentine Python trat erst 2018 der Grünen Partei bei und wurde direkt in den Gemeinderat von La Tour-de-Peilz gewählt. Auf der Generalversammlung 2019 wurde sie zur Vorsitzenden der Fraktion der Grünen Riviera und Pays d'Enhaut gewählt. Nach ihrer erfolgreichen, allerdings unerwarteten Wahl in den Nationalrat 2019 trat sie von der Präsidentschaft zurück, die sie nur wenige Monate lang innehatte.
Bei den Schweizer Parlamentswahlen 2019 kandidierte sie auf dem 13. Platz der grünen Liste für den Nationalrat. Am 20. Oktober 2019 war sie die erste Nachrückkandidatin, was auf ihren Beruf als Klimaexpertin zurückgeführt wurde. Sie rutschte nach der erfolgreichen Stichwahl von Adèle Thorens Goumaz in den Ständerat am 10. November 2019 auf deren Mandat nach. Bei den Wahlen 2023 verlor ihre Partei einen Sitz, Python wurde nicht wiedergewählt.